# Adrian Wolf
Adrian Wolf (* 24. Juni 1949 in Hamburg, vollständiger Name Adrian Facklam-Wolf) ist ein deutscher Sänger, Texter und Verleger.

## Leben
Schon im Kindesalter fiel seine klare Stimme auf. Mit zehn Jahren wurde Adrian Wolf Mitglied des Knabenchores des Norddeutschen Rundfunks, in dem vor allem sakrale Musik interpretiert wurde. Als Teil dieser Singgemeinschaft nahm er 1960 an der TV-Verfilmung der Puccini-Oper La Bohème teil.
1961 wurde er für einen Rezitativgesang im Kinderhörspiel Lehman verpflichtet, trat dann in der Kinderoper Hänsel und Gretel an der Hamburgischen Staatsoper auf, machte Bekanntschaft mit zeitgenössischen Kompositionen und entschied sich allmählich für den Beruf des Sängers. Nach dem Stimmbruch wurde Adrian Wolf Mitglied des Hamburger Jungmännerchores, einer 15-Mann-Vereinigung, die vor allem Spirituals und moderne, sechs- und mehrstimmige Chorsätze sang.
Wolf, selbst Sohn eines Kriminalbeamten, absolvierte nach seiner Schulzeit eine Ausbildung als Industriekaufmann und arbeitete ein Jahr lang in der Rechtsabteilung einer internationalen Firma. Später vertiefte er seine Kenntnisse an der Hamburger Universität für Wirtschaft und Politik.
Ende der 1960er Jahre kam er über einen bekannten Hamburger Musikverlag zur Schlagermusik. Gleich seine erste Single-Schallplatte Che sarà brachte ihm den gewünschten Erfolg. Neben den obligatorischen Verpflichtungen als Schlagersänger wurde Adrian Wolf auch zur Einspielung von Rundfunkproduktionen herangezogen. Fernsehzuschauer konnten ihn u. a. in der Drehscheibe, der Schaubude und Musik aus Studio B erleben. Er nahm am Internationalen Schlagerfestival in Belgrad teil und gewann einen Schlagerwettbewerb in Linz (Musica 1973), der unter der Schirmherrschaft des damaligen österreichischen Bundeskanzlers Bruno Kreisky stattfand.
Nebenbei machte er sich in der Branche unter dem Pseudonym Thore Holgerson auch als Texter einen Namen, u. a. für Linda Morales, Ilse Werner und die Schwedin Siw Inger. Letztere konnte mit dem von Wolf getexteten San Diego Train ihren wohl größten kommerziellen Hit in Deutschland einfahren.
Auch in den benachbarten Niederlanden konnte Adrian Wolf drei Singles in der Landessprache veröffentlichen, bevor er 1978 seine Laufbahn als Schlagersänger beendete. Nachdem er anschließend zehn Jahre lang für den Peer-Musikverlag tätig gewesen war, übernahm er 1988 die Rolle des Managing Directors bei MCA Music Publishing. Nach der Polygram/Seagram-Fusion im Jahr 1998 fungiert er als Chef der neu geschaffenen Firma afw-music publishing & consulting, die innovative Interpreten, Komponisten und Texter fördert.

### Teilnahme am Deutschen ESC-Vorentscheid
1972 nahm Adrian Wolf mit der von Ralph Siegel jr. komponierten und von Fred Weyrich getexteten romantischen Ballade Mein Geschenk an Dich an der Deutschen Vorentscheidung zum Eurovision Song Contest teil. Die Sendung fand unter dem Titel Ein Lied für Edinburgh am 19. Februar in Berlin statt. Der Beitrag konnte die Juroren nicht überzeugen und landete als Schlusslicht auf Rang 12, wurde aber dennoch auf Schallplatte veröffentlicht.

## Diskografie

### Deutsche Singles
- Che sarà/Liebe steht Dir gut (1971), United Artists Records 35.242
- Vino Valpolicella/Aura Lee (1972), United Artists Records 35.306
- Mein Geschenk an Dich/Sing’ das Lied der Liebe (1972), United Artists Records 35.340
- Das sind meine schönsten Stunden/Ein Königreich für ein Pferd (1973), United Artists Records 35.488
- Die Liebe zu Dir/Keine ist wie Du (1974), Polydor 2041.508
- Tivoli-Melodie/Wer die Träume nicht mehr kennt (1974), Polydor 2041.552
- Du bist alles, was ich habe/Rote Sonne von Rhodos (1974), Polydor 2041.587
- Jane/Ein Spaziergang im Wald (1975), Intercord 22.376-8 N
- Das Haus am Fudschijama/Und der Wind... (1976), Intercord 110.027
- Tag für Tag seh’ ich Dein Bild vor mir/Lauf’ nie einfach fort, mein Junge (1977), Philips 6003.598
- Wenn ich je mein Herz verlier’/Trink’ noch ein Glas (1978), Philips 6003.653
- Tu’ es aus Liebe/Sweet Summer Dream (1978), Ariola 15.771 AT

### Niederländische Singles
- Iedere dag/Kom maar dicht bij mij (1977), Philips 6012. 732
- Doe het uit liefde/Sweet Summer Dream (1978), Philips 6012. 807
- Dochter van Bali/Vrij zijn is mooi (1979), ELF  65.215

## Preise
- 1. Preis beim Wettbewerb MUSICA 1973 in Linz